# Уверение Фомы
Уверение Фомы – событие, связанное с одним из явлений Иисуса Христа ученикам (шестое из десяти явлений от Воскресения до Вознесения Христа, согласно Новому Завету)  и описанное в Евангелии от Иоанна: 

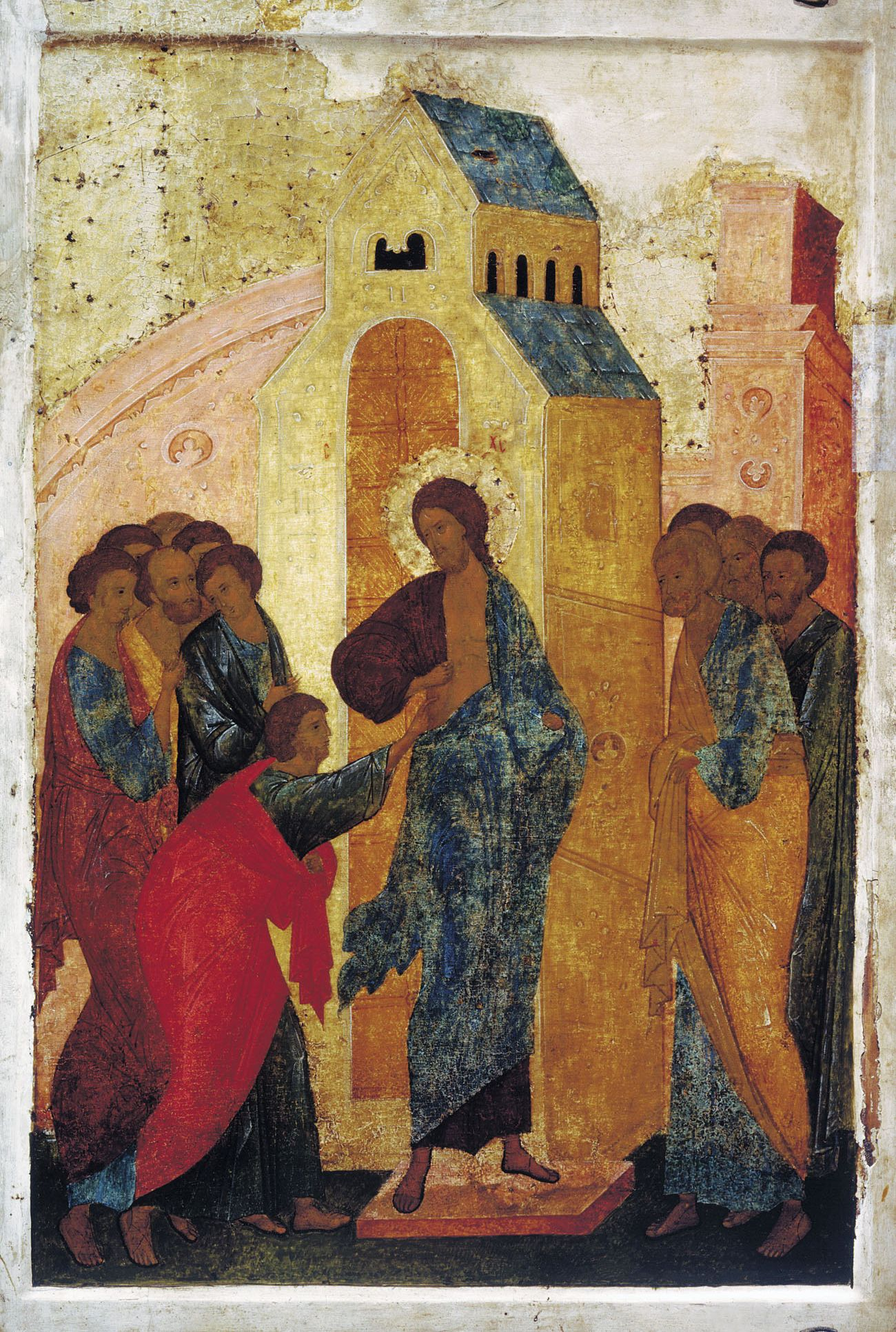
«Уверение Фомы» Дионисий и мастерская. Начало XVI века.

После восьми дней опять были в доме ученики Его, и Фома с ними. Пришел Иисус, когда двери были заперты, стал посреди них и сказал: мир вам! Потом говорит Фоме: подай перст твой сюда и посмотри руки Мои; подай руку твою и вложи в ребра Мои; и не будь неверующим, но верующим. Фома сказал Ему в ответ: Господь мой и Бог мой! Иисус говорит ему: ты поверил, потому что увидел Меня; блаженны невидевшие и уверовавшие. 
— Ин. 20:26-28

## Богословское толкование
Иисус Христос после воскресения уже являлся ученикам, среди которых не было апостола Фомы Ин. 20:19-24. Но узнав об этом из рассказа других учеников, Фома проявил неверие, сказав: «если не увижу на руках Его ран от гвоздей, и не вложу перста моего в раны от гвоздей, и не вложу руки моей в ребра Его, не поверю» Ин. 20:25.
Святитель Феофилакт Болгарский: 

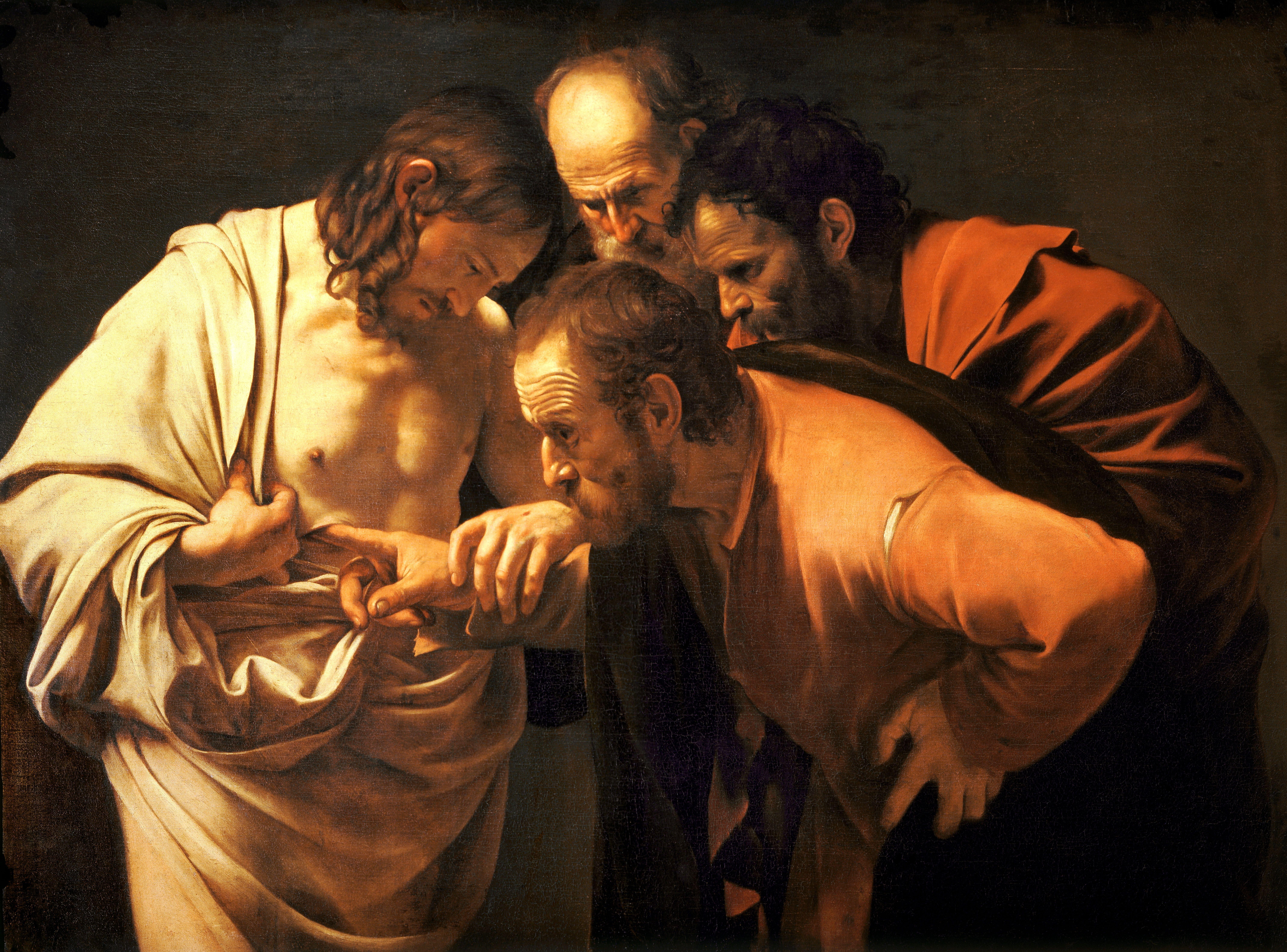
«Уверение Фомы». Караваджо. XVII век.

Фома не был с учениками. Вероятно, он ещё не возвратился к ним из бывшего рассеяния… Когда прочие ученики сказали о Господе, Фома не верил не потому, что считал их лжецами, но потому, что дело воскресения считал невозможным. Почему и обвиняется в неумеренном любопытстве. Ибо, как скоро верить - легкомысленно, так сильно упорствовать - дико и грубо. Смотри, он не сказал: я не верю глазам, но присовокупил: "если не вложу руки моей"... Для чего Господь является ему не тотчас, но спустя восемь дней? Для того чтобы он, внимая наставлению соучеников и слыша одно и то же, воспламенился большим желанием и сделался твёрже верующим на будущее время. 

Святитель Димитрий Ростовский объясняет божественный промысел отсутствия апостола во время предыдущего явления Христа, а также называет неверие Фомы добрым, скорей вопиющей потребностью в вере, нежели сопротивлению ей, затрагивает некоторые психологические аспекты поведения апостола: 

Не может быть сомнения, что отсутствие святого апостола, было не случайно: Промысл Божий этим даровал «для всех языков» церкви Христовой новое, наиболее неотразимое по силе доказательности, подтверждение истины воскресения... Среди святого общества избранных апостолов святой Фома при стремительности чувства, готового на самопожертвование (Ин 11,16), отличался особенною пытливостью ума (Ин 14,15), мало склонного доверять словам других, пока не увидит подтверждения им на собственном опыте. Развитию этой, вообще свойственной несколько меланхолическому характеру апостола, недоверчивости относительно истины воскресения Христа, кроме её чудесности, немало содействовало и пребывание удручённого ученика вне общества последователей Господа Иисуса: апостол предпочитал ему уединение, чтобы на свободе оплакать смерть Учителя. В этом уединении недоверчивость святого Фомы, не находившая противовеса, и достигла тех размеров, о которых позволяет судить ответ его апостолам, когда они с радостью сказали ему что «видели Господа»: «Если не увижу, — сказал сомневавшийся ученик, – на руках Его ран от гвоздей, не вложу перста моего в раны от гвоздей, и не вложу руки моей в ребра Его, не поверю» (Ин 20,25). Но это неверие, «неверие доброе»… источником его было не ожесточенное отрицание, а стремление к истине, – под ним скрывалась и горячая любовь к Самому Воскресшему. 

Святитель Иоанн Златоуст:

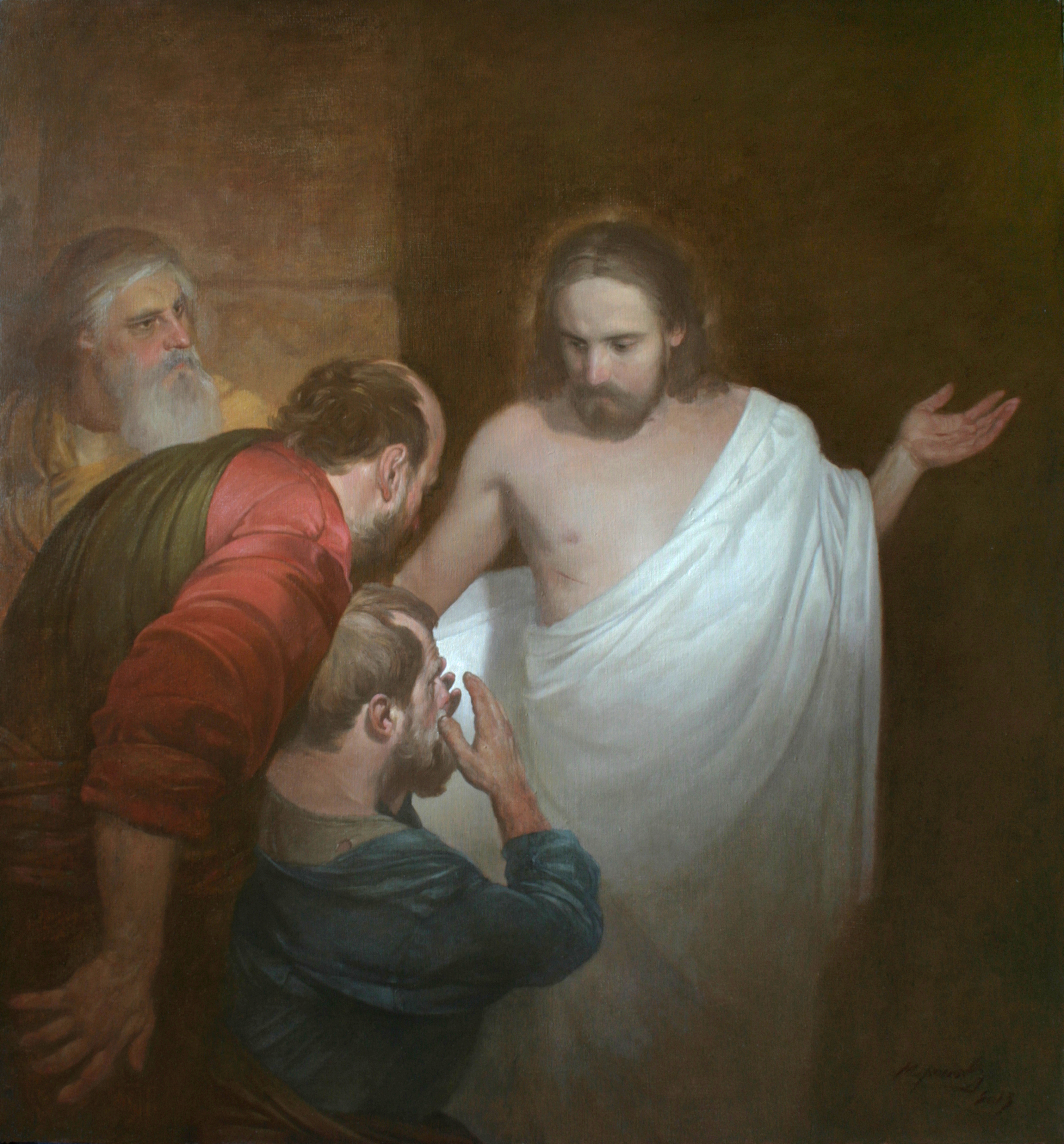
«Явление Христа апостолам. Уверение Фомы». Картина XXI века.

Итак, снова является Иисус и не ожидает пока (Фома) станет просить Его... Он [Христос] употребил те же самые слова, сильно укоряя его и вразумляя на будущее время. Сказав: "подай перст твой сюда и посмотри руки Мои; подай руку твою и вложи в ребра Мои; и не будь неверующим, но верующим", - прибавил: "и не будь неверующим, но верующим" (ст. 27). Видишь ли, что сомнение происходило от неверия? Но так было прежде, чем получили Духа Святого; а после – не так: они уже были совершенны. И не этими только словами Христос укорил, но и дальнейшими. Когда Фома, удостоверившись, успокоился и воскликнул: "Господь мой и Бог мой!", - Христос сказал: "ты поверил, потому что увидел Меня; блаженны невидевшие и уверовавшие" (ст. 28, 29). Вера в том, действительно, и состоит, чтобы принимать невидимое: "вера же есть осуществление ожидаемого и уверенность в невидимом" (Евр. 11, 1). А блаженными Он называет здесь не одних только учеников, но и тех, которые уверуют после них... Итак, если кто в настоящее время скажет: как бы я желал жить в те времена и видеть Христа чудодействующего! – тот пусть подумает, что "блаженны невидевшие и уверовавшие". 

## В искусстве
Сюжет появляется в искусстве уже в раннехристианский период (не ранее третьей четверти IV века), что связывают с развитием страстного цикла на рубеже IV и V веков. Самые древние изображения встречаются уже на христианских саркофагах. В числе ранних памятников следует также отметить Миланский диптих V в., мозаику центрального нефа церкви Святого Аполлинария Нового в Равенне (VI в.). С течением времени в византийских памятниках утвердилась композиция, в которой диалог Христа и Фомы оказывается в самом центре композиции, а жест Фомы – конкретным, он касается тела Христа, но не влагает свои персты в раны. Апостолы расступаются, давая зрителю увидеть это важное доказательство Воскресения (мозаики Дафни и Осиос Лукас XI в.). 
Тема уверения Фомы встречается в искусстве Руси XI-XII вв: во фресках Софийского собора в Киеве XI в., а также в росписи Спасо-Преображенского собора Мирожского монастыря во Пскове. Иконография «Уверение Фомы» («Испытание Фомино») входила не только в цикл многих монументальных росписей, но нередко писали её и на аналойных иконах. На рубеже XV-XVI веков сцена «Уверение Фомы» вошла в праздничный ряд иконостаса (Кирилло-Белозерского монастыря, Троицкого собора Павло-Обнорского монастыря). 
Широкое распространение сюжет уверения (неверия) Фомы получил в западноевропейском искусстве: в творчестве  Дуччо ди Буонинсенья (XIV в.) и особенно, в XVII в.: Гверчино, Караваджо, Рембрандт, Рубенс и др.